# Shangqiu
Shangqiu is een stad in de gelijknamige prefectuur in het oosten van de Chinese provincie Henan, Volksrepubliek China. Shangqiu grenst in het noordwesten aan Kaifeng, in het zuidwesten aan Zhoukou, in het noordoosten aan de provincie Shandong en in het noordoosten aan de provincie Anhui.
Bij de volkstelling van 2020 had de stad 1.031.123 inwoners, de gehele prefectuur had 7.816.831 inwoners.
De stad Yongcheng ligt ook in de prefectuur Shangqiu.